# Ribecourt Railway Cemetery
Ribecourt Railway Cemetery is een Britse militaire begraafplaats gelegen in de Franse plaats Ribécourt-la-Tour (Noorderdepartement). De begraafplaats wordt onderhouden door de Commonwealth War Graves Commission.
De begraafplaats telt 52 geïdentificeerde Gemenebest graven uit de Eerste Wereldoorlog.